# کلیمن
کلیمن (به هلندی: Klimmen) یک منطقهٔ مسکونی در هلند است که در فورن‌دال واقع شده‌است. کلیمن ۳٬۲۸۳ نفر جمعیت دارد.